# Душан Сернец
Душан Сернец (Марибор, 8. јул 1882 — Љубљана, 15. фебруар 1952) је био словеначки и југословенски политичар.

## Биографија
Рођен је 1882. у Марибору.
До 1920. године поред другог обављао је разне дужности у привреди. Године 1920. постао је повереник за јавне радове у индустрији у Словенији. Затим је радио као професор права на Љубљанском универзитету (1920 — 1941). Једно време је био министар у влади Милана Стојадиновића и бан Дравске бановине.
После окупације, прикључио се Народноослободилачком покрету. Члан Комунистичке партије Југославије је постао 1941. године. Био је члан врховног пленума Ослободилачког Фронта, потом члан СНОС-а, већник АВНОЈ-а, повереник НКОЈ, а 2. марта 1945. године именован је за члана краљевског намесништва.
Пошто је 7. августа 1945. године у Београду отпочело Треће заседање АВНОЈ-а, краљ Петар II је одлучио да прогласом од 8. августа опозове сву тројицу краљевских намесника. Међутим, намесници се нису повиновали опозиву, а Привремена влада је закључком од 10. августа и формално анулирала краљеву одлуку.
Након избора за Уставотворну скупштину и проглашења ФНРЈ, пензионисан је крајем новембра 1945. године. Отишао је да живи у Љубљани где је и умро 1952. године.